# Langton by Spilsby
Langton by Spilsby est une paroisse civile et un village du Lincolnshire, en Angleterre.